# Júpiter LXI
Júpiter LXI (designació provisional S/2003 J 19) és un satèl·lit natural retrògrad irregular del planeta Júpiter. Fou descobert l'any 2003 per un equip de la Universitat de Hawaii liderat per Brett J. Gladman el 2003.

## Característiques
S/2003 J 19 té un diàmetre d'uns 1,5 quilòmetres, i orbita Júpiter a una distància mitjana de 22,709 milions de km en 699,125 dies, a una inclinació de 166 º a l'eclíptica (167° a l'equador de Júpiter), en una direcció retrògrada i amb una excentricitat de 0,1961.
Podria pertànyer al grup de Carme, compost pels satèl·lits irregulars retrògrads de Júpiter en òrbites entre els 23 i 24 milions de km i en una inclinació d'uns 165 °.

## Denominació
S/2003 J 19 fou descobert per l'equip de Gladman el 6 de febrer de 2003 i la descoberta fou anunciada el 12 d'abril del mateix any. Com que la seva òrbita no ha estat confirmada, encara conserva la seva designació provisional que indica que fou el dinovè satèl·lit descobert al voltant de Júpiter l'any 2003.